# RASIP1
La proteína 1 de interacción con Ras (RASIP1), también conocida como RAIN,  es una proteína codificada, en humanos, por el gen RASIP1.

## Funciones
Se ha visto que RASIP1:
- Permite la adhesión celular.[2]
- Participa en el mantenimiento de la arquitectura celular.
- Es esencial para la morfogénesis de las células endoteliales y la tubulogénesis de los vasos sanguíneos.
- Es necesaria para los procesos de vasculogénesis y angiogénesis.[3][4][5]
- Regula la actividad de las Rho GTPasas. Recluta a AGHGAP29 suprimiendo la señalización de RhoA y la actividad de ROCK y MYH9 en las células endoteliales.[6][7]

## Implicaciones patológicas
Nuevos estudios de GWAS han identificado las variaciones genéticas de RASIP1 como una posible variante causal en el desarrollo de Alzheimer esporádico o de inicio tardío (LOAD).